# الشرق الأوسط وشمال إفريقيا

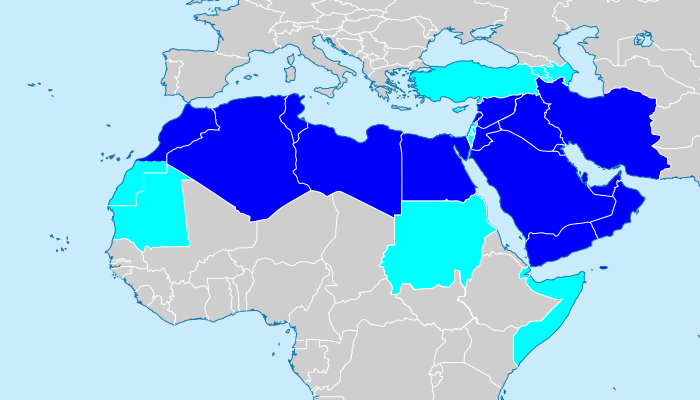
خريطة توضح دول الشرق الأوسط وشمال إفريقيا.

الشرق الأوسط وشمال أفريقيا ويشيع استخدام الاختصار الإنجليزي له (بالإنجليزية: MENA) وتلفظ «مينا» هو مصطلح يستخدم للتعبير عن منطقة المشرق العربي أو عموم جنوب غرب آسيا الذي يشيع تسميته ب«الشرق الأوسط» وعموم «شمال أفريقيا» معاً، وهو يستخدم غالبا في الأعمال الأكاديمية والكتابة. يغطي المصطلح عموما منطقة واسعة، تمتد من دول المغرب في شمال غرب أفريقيا إلى إيران في جنوب غرب آسيا. وبصفة عامة تشمل جميع البلدان التي في الشرق الأوسط وبلدان شمال أفريقيا، وكذلك إيران وفلسطين وتركيا في أحيان ودونها في أحيان أخرى.
ولكون المصطلح (وبالذات شق «الشرق الأوسط») مفهوم إستشراقي ذو منظور أوروبي للعالم أو حتى إستعماري إنجليزي تحديدا، فإن مصطلحا شمال إفريقيا وغرب آسيا واختصاره الإنجليزي NAWA وتلفظ «ناوا»، ومصطلح غرب آسيا وشمال إفريقيا واختصاره (بالإنجليزية: WANA) وتلفظ «وانا» البديلين يستعملان كذلك في الكتابات الأكاديمية. يقدر عدد سكان منطقة الشرق الأوسط وشمال أفريقيا عام 2023 بحوالي 501 مليون نسمة.

## قائمة بالدول

### حسب تعريف البنك الدولي
| - العراق - الأردن - الإمارات العربية المتحدة - البحرين | - الجزائر - السعودية - السودان - الصومال - الكويت | - المغرب - اليمن - تونس - سلطنة عمان | - سوريا - فلسطين - قطر - لبنان | - ليبيا - مصر - موريتانيا - تركيا - إيران - قبرص |

## السكان
تضم سكان منطقة MENA حوالي 6 ٪ من مجموع سكان العالم، وتعادل ثلث عدد سكان جمهورية الصين الشعبية. يعادل عدد سكان منطقة الشرق الأوسط تقريبا عدد سكان الاتحاد الأوروبي، وتعد واحد وربع مرة أكبر من عدد سكان الولايات المتحدة.

## موارد
تملك منطقة الشرق الأوسط احتياطيات كبيرة من النفط والغاز الطبيعي التي تجعله مصدرا حيويا للاستقرار الاقتصادي العالمي. وفقا لمجلة النفط والغاز (1 يناير، 2007)، تمتلك منطقة الشرق الأوسط 70 ٪ من احتياطي النفط في العالم (797.04 مليار برميل) و 46 ٪ من احتياطيات العالم من الغاز الطبيعي (2.8413 كوادرليون قدم مكعب).

## الديانة
يعد الإسلام هو الدين السائد في جميع مناطق الشرق الأوسط وشمال أفريقيا تقريبا، فحوالي 91.2٪ من السكان مسلمين.
وتضم منطقة الشرق الأوسط وشمال أفريقيا 20 دولة وإقليما يقدر عدد سكانها المسلمين ب 315 مليون نسمة أو حوالي 23٪ من سكان العالم المسلمين. وغالبا ما تصنف دول «الشرق الأوسط وشمال أفريقيا» بأنها دول مسلمة، على الرغم من أن العديد من دول المنطقة ليست أغلبية مسلمة.

## الاقتصاد
تمتلك منطقة الشرق الأوسط وشمال أفريقيا احتياطي ضخم من البترول والغاز الطبيعي مما يجعلها مصدرا حيويا للاستقرار الاقتصادي العالمي، ووفقا لمجلة النفط والغاز في (1 يناير 2009)، تمتلك منطقة الشرق الأوسط وشمال أفريقيا 60٪ من احتياطي النفط العالمي الذي يقدر بحوالي (810.98 مليار برميل (128.936 كيلومتر مكعب)، و 45٪ من احتياطي الغاز الطبيعي في العالم بحوالي 2.868.886 مليار قدم مكعب (81.237.8 كيلومتر مكعب).

## مصطلحات أخرى

### MENAP
ويشير مصطلح (MENAP) إلى (Middle East and North Africa and Afghanistan and Pakistan) وبالعربية «الشرق الأوسط وشمال أفريقيا وأفغانستان وباكستان».
واعتبارا من أبريل 2013، بدأ صندوق النقد الدولي باستخدام منطقة تحليلية جديدة تسمى منطقة الشرق الأوسط وشمال أفريقيا وأفغانستان وباكستان، وبذلك قد أضاف أفغانستان وباكستان إلى بلدان منطقة الشرق الأوسط وشمال أفريقيا. ويعد MENAP  الآن قوة اقتصادية بارزة في تقارير صندوق النقد الدولي.

### MENAT
وهناك مصطلح جديد آخر يسمى MENAT ويرمز إلى (Middle East and North Africa and Turkey) وبالعربية "الشرق الأوسط وشمال أفريقيا وتركيا).
عدم الاستقرار في المنطقة بسبب الموارد الغنية وخاصة النفط والغاز وأيضاً الموقع المتميز بين القارات الثلاث (آسيا وأفريقيا وأوروبا)، دائماً ما تدخل منطقة الشرق الأوسط وشمال أفريقيا في صراعات منذ انهيار الإمبراطورية العثمانية. لا سيما بوجود إسرائيل، دولة يهودية بين الدول العربية والإسلامية، واحتدام الصراع الإسرائيلي الفلسطيني، واندلاع الحرب الإيرانية العراقية. والصراع بين إيران والسعودية، وتصاعد الإرهاب، وقد وصل الصراع في المنطقة إلى أعلى قمة له حتى الآن في القرن الحادي والعشرين، بالتزامن مع حوادث مثل تدخل الولايات المتحدة في العراق في عام 2003 وما تلاه من حرب العراق وصعود داعش، وأحداث الربيع العربي، الذي نشر الحرب في جميع أنحاء المنطقة مثل الحرب الأهلية السورية، والحرب الأهلية الليبية والحرب الأهلية اليمنية.

## طالع أيضًا
- الشرق الأوسط
- الوطن العربي
- الإستشراق

## روابط إضافية
- صفحة البنك الدولي حول MENA